# Such Good Friends
Such Good Friends (bra: Amigo É Pra Essas Coisas; prt: Amantes Desconhecidos) é um filme estadunidense de 1971, do gênero comédia dramática, dirigido por Otto Preminger, e estrelado por Dyan Cannon, James Coco, Jennifer O'Neill, Ken Howard, Nina Foch, Laurence Luckinbill e Louise Lasser. O roteiro de Elaine May, creditada sob o pseudônimo Esther Dale, e David Shaber foi baseado no romance homônimo de 1970, de Lois Gould.
A trama retrata a história de uma mulher que descobre a infidelidade de seu marido enquanto espera a recuperação dele de uma cirurgia.

## Sinopse
Julie Messinger (Dyan Cannon) é uma dona de casa de Manhattan, Nova Iorque, casada com Richard (Laurence Luckinbill), editor de uma importante revista de fotografia. Eles têm um pequeno círculo de amigos, incluindo o bem-intencionado, mas inepto, Dr. Timothy "Timmy" Spector (James Coco), o fotógrafo Cal Whiting (Ken Howard) e sua namorada, Miranda Graham (Jennifer O'Neill).
Quando Richard passa por uma cirurgia para remover um nevo, Julie enfrenta uma situação inesperada. Ele sofre complicações e entra em coma, supostamente devido a um problema cirúrgico raro. A moça se vê lutando contra a burocracia hospitalar e a incompetência médica, enquanto procura reunir os amigos próximos e familiares no centro de doação de sangue do hospital.
Durante esse processo, Julie descobre que Richard estava tendo um caso extraconjugal e, sentindo-se traída, começa a agir de forma impulsiva, buscando consolo sexual nos amigos homens de seu marido. À medida que as complicações de Richard se agravam, Julie é consumida pela culpa, mas também encontra liberdade para expressar sua própria identidade feminina.

## Elenco
- Dyan Cannon como Julie Messinger
- James Coco como Dr. Timothy "Timmy" Spector
- Jennifer O'Neill como Miranda Graham
- Ken Howard como Cal Whiting
- Nina Foch como Sra. Wallman, a mãe de Julie
- Laurence Luckinbill como Richard Messinger
- Louise Lasser como Marcy Berns
- Burgess Meredith como Bernard Kalman
- Sam Levene como Tio Eddie
- William Redfield como Barney Halstead
- James Beard como Dr. Mahler
- Rita Gam como Doria Perkins
- Michael Giordano III como Matthew
- Oscar Grossman como Porteiro
- Nancy Guild como Molly
- T. J. Hargrave como Nicky
- Bette Howard como Darlene
- Elaine Joyce como Marian Spector
- Nancy R. Pollock como Tia Harriet
- Doris Roberts como Sra. Gold
- Lee Sabinson como Dr. Bleiweiss
- Clarice Taylor como Sra. McKay
- Lawrence Tierney como Guarda de Hospital
- Joel Veiga como Garçom
- Virginia Vestoff como Emily Lapham

## Produção
A produção foi iniciada em 7 de julho de 1971 e encerrada no início de setembro daquele ano. As filmagens aconteceram inteiramente em locações na cidade de Nova Iorque.
Através de seu filho Erik Lee Preminger, que estava trabalhando como seu editor, o diretor e produtor Otto Preminger ouviu falar de um manuscrito de Lois Gould que estava ganhando notoriedade como uma possível grande propriedade. Ele negociou com a autora e comprou os direitos cinematográficos por US$ 200.000 em fevereiro de 1970, três meses antes do livro ser publicado.
O romance, narrado em modo fluxo de consciência pela personagem principal, mostrou-se complicado de adaptar para o cinema. Joan Micklin Silver inicialmente se envolveu no projeto, mas Preminger a considerou excessivamente feminista e psicologicamente sintonizada demais com a personagem, mais do que ele achava necessário. Ele então contratou Joan Didion e John Gregory Dunne, com quem trabalhou por vários meses. Finalmente, no início de 1971, Elaine May, sua escolha original para roteirista, ficou disponível.
Ela trabalhou no roteiro por dez semanas, embora Preminger tenha achado difícil se ajustar ao método de escrita dela. Os dois se encontravam para conversar sobre a história e, logo depois, May desaparecia e ficava incomunicável por cerca de duas semanas, finalmente emergindo com uma parte substancial do roteiro concluída. Preminger lhe dava dicas e anotações, e então ela desaparecia novamente. Essa rotina continuou até o roteiro ser completamente finalizado.
Não querendo ser associada a um trabalho que havia sido dirigido por outra pessoa, May insistiu que não queria ser creditada e optou por utilizar o pseudônimo Esther Dale, o nome de uma atriz de Hollywood. Posteriormente, Preminger usou o envolvimento de May no filme para promovê-lo, uma ação que ela ressentiu, pois achava que ele era "mais honrado do que isso".
Preminger e a protagonista Dyan Cannon entraram constantemente em conflito durante as filmagens. Ela estava sempre atrasada, uma das coisas que mais irritavam o diretor, e os dois discordavam sobre tudo em relação ao personagem dela, desde como deveria ser retratada até como deveria se vestir. Desconfortável com a percepção do diretor sobre Julie, a atriz frequentemente tentava incorporar um pouco de sua própria visão em sua interpretação, resultando em discussões acaloradas no set que deixaram Cannon se sentindo sozinha, insegura e muito vulnerável. Após a conclusão do filme, os dois juraram nunca mais trabalhar juntos novamente.

## Recepção
O filme obteve uma recepção mista da crítica especializada na época de seu lançamento, embora algumas afirmassem que a produção era melhor do que os filmes fracassados que Preminger havia feito entre 1965 e 1970.
Roger Ebert, em sua crítica para o Chicago Sun-Times, deu ao filme 4/4 estrelas, chamando-o de "uma comédia dura, nada sentimental e profundamente cínica", além de elogiá-lo como "o melhor filme de Preminger em muito tempo, provavelmente desde Anatomia de um Crime em 1959". Ele acrescentou: "Há falas engraçadas no filme, mas raramente são permitidas que sejam meramente engraçadas; elas também têm a intenção de machucar. As pessoas magoam e insultam umas às outras porque, sentimos, o ataque é a melhor forma de defesa dentro desta sociedade carnívora. Algumas das falas são de um gosto terrivelmente ruim, e alguns críticos têm culpado o mau gosto em Preminger, mas teria sido necessário um diretor menos habilidoso para deixá-las de fora. A vulgaridade pertence ali porque o filme é tão duro quanto as pessoas que retrata".
A revista Time declarou: "Toda a noção é tão escandalosamente melodramática que Preminger provavelmente estava certo ao escolher interpretá-la como comédia ... Pensando bem, Such Good Friends poderia ter funcionado melhor de outra maneira. Preminger geralmente é mais engraçado – lembra de O Incerto Amanhã? – quando está tentando ser sério".
Tony Mastroianni, para o jornal Cleveland Press, chamou-o de "um daqueles filmes engraçados que pedem para você rir da tragédia e sair impune". Ele continuou: "Sem dúvida, isso vai ofender muitos e por uma série de razões. Tem uma marca de humor cáustico que de alguma forma supera situações que são uma mistura de sentimentalismo piegas de novela e grosseria obscena. A produção aborda instituições como casamento, medicina e amizade, e trata todas elas de maneira bastante rude. O que dá certo é uma enxurrada de falas brilhantes, espirituosas e incisivas escritas por Elaine May, operando sob o pseudônimo Esther Dale. O diretor Otto Preminger, cujos filmes recentes pareciam ter sido dirigidos por um assassino com um machado, faz um trabalho melhor desta vez. Ainda há cenas que são puramente superficiais, algumas que são apenas grosseiramente feitas. Mas em outras, especialmente aquelas envolvendo grandes grupos de pessoas, ele elabora uma interação de partes que resulta em fascinantes momentos de contraponto".
A revista Time Out observou: "Infelizmente, Preminger parece incerto se deve levar os personagens de May ao pé da letra ou 'sentir' [compaixão] por eles. Como resultado, as emoções superficiais de Cannon ... e Coco ... são frequentemente interpretadas como reais, e as participações brilhantemente espirituosas do roteiro são rapidamente deixadas de lado".
A TV Guide escreveu que o filme "pretendia ser contemporâneo, mas acabou sendo desprezível. No entanto, fornece uma visão do estilo de vida duro de Nova Iorque que Preminger, residente da Grande Maçã, entendia bem".

## Prêmios e indicações
| Ano  | Cerimônia     | Categoria                       | Indicado    | Resultado | Ref.          |
| ---- | ------------- | ------------------------------- | ----------- | --------- | ------------- |
| 1972 | Globo de Ouro | Melhor atriz em filme dramático | Dyan Cannon | Indicada  | [ 19 ] [ 20 ] |